# Zwitserland op het Eurovisiesongfestival 1993
Zwitserland nam deel aan het  Eurovisiesongfestival 1993, gehouden in Millstreet, Ierland. Het was de 38ste deelname van het land.

## Selectieprocedure
Men koos ervoor om een nationale finale te houden. Deze vond plaats in DRS-studio's in Zürich.
Aan deze finale deden 9 acts mee en de winnaar werd bepaald door een jury bestaande uit muziekexperts en journalisten en 3 regionale jury's.
| Volgorde | Artiest      | Lied                           | Punten | Plaats |
| -------- | ------------ | ------------------------------ | ------ | ------ |
| 1        | Chris Lorens | "Zwei Leben in Strom der Zeit" | 14     | 4      |
| 2        | Annie Cotton | "Moi, tout simplement"         | 30     | 1      |
| 3        | Mary         | "Non siamo angeli"             | 5      | 7      |
| 4        | Natasha      | "Pour toujours"                | 8      | 6      |
| 5        | Diaspro      | "Riflesso"                     | 24     | 2      |
| 6        | Jürg Stein   | "Antarctica"                   | 14     | 4      |
| 7        | Scarlet      | "Donner"                       | 21     | 3      |

## In Millstreet
Zwitserland moest als 4de aantreden op het festival, net na Duitsland en voor Denemarken. Op het einde van de puntentelling bleek dat ze 148 punten hadden verzameld, wat goed was voor een 3de plaats.
Men ontving 3 keer het maximum van de punten.
Nederland en België hadden allebei 8 punten over voor de Zwitserse inzending.

### Gekregen punten

#### Finale
| 12 punten                           | 10 punten                                   | 8 punten                        | 7 punten                | 6 punten                       |
| ----------------------------------- | ------------------------------------------- | ------------------------------- | ----------------------- | ------------------------------ |
| - Duitsland - Frankrijk - Luxemburg | - Denemarken - Italië - Verenigd Koninkrijk | - België - Nederland - Slovenië | - Griekenland - Ierland | - Cyprus - Oostenrijk - Zweden |
| 5 punten                            | 4 punten                                    | 3 punten                        | 2 punten                | 1 punt                         |
| - Malta                             | - Finland - IJsland - Israël                | - Noorwegen - Spanje            | - Kroatië               | - Portugal                     |

### Punten gegeven door Zwitserland

#### Finale
Punten gegeven in de finale:
| 12 punten | Ierland             |
| 10 punten | Noorwegen           |
| 8 punten  | Zweden              |
| 7 punten  | Malta               |
| 6 punten  | Spanje              |
| 5 punten  | Verenigd Koninkrijk |
| 4 punten  | Frankrijk           |
| 3 punten  | Kroatië             |
| 2 punten  | Duitsland           |
| 1 punt    | Italië              |

1956 · 1957 · 1958 · 1959 · 1960 · 1961 · 1962 · 1963 · 1964 · 1965 · 1966 · 1967 · 1968 · 1969 · 1970 · 1971 · 1972 · 1973 · 1974 · 1975 · 1976 · 1977 · 1978 · 1979 · 1980 · 1981 · 1982 · 1983 · 1984 · 1985 · 1986 · 1987 · 1988 · 1989 · 1990 · 1991 · 1992 · 1993 · 1994 · 1995 · 1996 · 1997 · 1998 · 1999 · 2000 · 2001 · 2002 · 2003 · 2004 · 2005 · 2006 · 2007 · 2008 · 2009 · 2010 · 2011 · 2012 · 2013 · 2014 · 2015 · 2016 · 2017 · 2018 · 2019 · 2020 · 2021 · 2022 · 2023 · 2024 · 2025